# Marius (girafa)
Marius (6 de fevereiro de 2012 - 9 de fevereiro de 2014) era uma girafa macho jovem (18 meses de idade) que vivia no Zoológico de Copenhague . Embora saudável, ele era geneticamente inadequado para futuras reprodução em cativeiro, pois seus genes estavam super-representados na população em cativeiro, então as autoridades do zoológico decidiram sacrificá-lo. Apesar de várias ofertas para adotar Marius e uma petição online para salvá-lo, ele foi morto em 9 de fevereiro de 2014. Seu corpo foi então dissecado e necropsiado em uma aula de educação pública e depois alimentado aos leões do zoológico. O evento recebeu cobertura da mídia mundial e gerou respostas de várias organizações e indivíduos, incluindo ameaças de morte aos funcionários do zoológico.
Desde de quando os registros começaram no início de 1900 e até quando esse animal foi morto em fevereiro de 2014, cinco girafas foram mortas de forma semelhante por "razões de gerenciamento de conservação". Desde 2012, dois outros machos jovens de girafas do Programa Europeu de Espécies Ameaçadas (PEEA) também foram abatidos em zoológicos .  A população cativa na Europa era de 798 girafas em 2014.

## Vida
Marius nasceu em 6 de fevereiro de 2012 no Zoológico de Copenhague, onde viveu toda a sua vida. O zoológico tem uma política de apenas dar um nome oficial a alguns animais selecionados, como elefantes, com a perspectiva de viver até 50 anos ou mais, mas os tratadores nomearam informalmente a girafa "Marius". Pouco depois de seu nascimento, Copenhagen Zoo informou o coordenador do Programa Europeu de Espécies Ameaçadas (PEEA) para girafas que, de acordo com a Federação Dinamarquesa de Zoológicos, juntamente com seu comitê tentou encontrar um local adequado para Marius, mas falhou.[carece de fontes?] 

Seguindo as recomendações da Associação Europeia de Zoológicos e Aquários (AEZA), o zoológico decidiu sacrificar Marius. Em um comunicado, o Copenhagen Zoo explicou que:
Como os genes desta girafa estão bem representados no programa de reprodução e como não há lugar para a girafa no rebanho de girafas do zoológico, o Programa Europeu de Reprodução de Girafas concordou que o Zoológico de Copenhague eutanásia a girafa.
Em entrevista à BBC, um porta-voz da AEZA disse que Marius tinha irmãos com genes semelhantes que já estavam no programa de reprodução da organização,(~) o que significava que não podia acrescentar nada ao programa. Ele especificou que Marius não poderia ser considerado puro, refutando relatórios anteriores.

### Ofertas de realocação
Ofertas para realocar Marius foram recebidas pelo Zoológico de Copenhague, mas nenhuma foi aceita. Comentando várias ofertas, o zoológico afirmou que as ofertas não correspondiam aos requisitos da AEZA. Como membro da AEZA, o zoológico de Copenhague não possui seus animais, mas os administra. O zoológico também não está autorizado a vender animais e a transferência de animais fora do PEEA é limitada àqueles que seguem o mesmo conjunto de regras da AEZA. As seguintes ofertas foram recusadas.
O Zoológico de Cracóvia, membro da AEZA, disse que se ofereceu para adotar Marius, mas recebeu uma recusa inexplicável da AEZA. Uma oferta de última hora do membro da AEZA Yorkshire Wildlife Park para adotar Marius em um rebanho de solteiros em sua casa de girafas foi recusada, de acordo com Bengt Holst porque o espaço do parque de vida selvagem seria melhor usado por uma "girafa geneticamente mais valiosa" do que Marius, cuja irmão já morava lá. Também foram recusadas ofertas de dois não membros da AEZA, o parque de vida selvagem holandês Landgoed Hoenderdaell e o zoológico sueco Frösö, bem como uma oferta de um particular.
Como o zoológico não conseguiu encontrar um local adequado para Marius, considerou a esterilização prejudicial à qualidade de vida do animal e não quis enviá-lo para outro zoológico do EEP, onde ocuparia um "espaço para girafas geneticamente mais valiosas", ele morreu em 9 de fevereiro de 2014.

## Abate
O zoológico havia anunciado que ele seria anestesiado antes de ser morto com uma arma de ferrolho, pois a injeção letal tornaria inseguro para os carnívoros do zoológico comerem. No entanto, o veterinário de eutanásia disse que ele usou um rifle, supostamente um Winchester .
A maioria dos meios de comunicação escreveu que Marius tinha 18 meses. Bengt Holst, diretor científico do zoológico, corrigiu isso, dizendo que Marius tinha dois anos. Ele acrescentou que soluções alternativas foram consideradas, mas não consideradas viáveis.

## Dissecação pública
Após a eutanásia, a girafa foi dissecada publicamente. Isso foi feito em uma área separada do zoológico, mas acessível para os interessados, incluindo pais com filhos.  Associated Press distribuiu uma foto da dissecação pública em todo o mundo, aumentando a atenção para o caso. Partes de seu corpo foram oferecidas aos leões do zoológico. Outras partes foram enviadas para sete projetos de pesquisa. O porta-voz do zoológico disse: "Estou realmente orgulhoso porque acho que demos às crianças uma grande compreensão da anatomia de uma girafa que elas não teriam ao ver uma girafa em uma foto". De acordo com Bengt Holst, a dissecação pública de animais mortos se encaixa na política do zoológico de educar as pessoas sobre a natureza e a vida selvagem, e é uma prática normal na Dinamarca. O principal grupo de direitos dos animais na Dinamarca, Dyrenes Beskyttelse, apoiou as ações do zoológico. Outros criticaram a dissecação pública, questionando seu valor educacional.

## Respostas

### Organizações zoológicas
Bengt Holst, diretor científico do zoológico dinamarquês, disse que a quantidade de interesse internacional foi uma surpresa para o zoológico, mas também destacou a importância de uma política de abertura. Defendeu a matança do macho jovem com base no abate por seleção artificial . Ele disse que as girafas em zoológicos se reproduzem muito bem e, quando esse é o caso, as girafas precisam ser selecionadas para garantir que os melhores genes sejam transmitidos para garantir a sobrevivência a longo prazo dos animais. Ele confirmou que o zoológico normalmente abate de 20 a 30 animais por ano, principalmente antílopes, lhamas e cabras.
A AEZA emitiu um comunicado de imprensa "apoiando totalmente" as decisões e políticas do Zoológico de Copenhague. Seu diretor executivo, Lesley Dickie, apoiou o assassinato e a dissecação pública, e disse que a posição da AEZA recebe apoio da União Internacional para a Conservação da Natureza . Um porta-voz da EAZA estimou que, em média, cada um de seus membros sacrifica anualmente cerca de cinco grandes mamíferos .
O Diretor Executivo da Associação Norte-Americana de Zoológicos e Aquários declarou em resposta às preocupações do público que os programas e procedimentos da AEZA diferem dos seus.

#### Membros da AEZA
O Zoológico Doué-la-Fontaine, na França, disse que o Zoológico de Copenhague não quebrou as regras da AEZA, mas chamou os eventos de "chocantes" e se perguntou por que uma solução mais "suave" não foi encontrada.
O Zoológico de Dublin, na Irlanda, ficou "triste" com a morte da girafa, chamando-a de "fria, calculada, cínica e insensível".
O diretor do Hellabrunn Zoo em Munique, na Alemanha, disse que o zoológico nunca mataria uma girafa ou faria uma dissecação pública semelhante, o que o deixou "sem palavras". Ele disse que alguns animais como cabras e porquinhos-da-índia são abatidos como alimento para predadores, mas sem "dar um show" disso, e que a matança de animais tem sido mais aceita nos zoológicos escandinavos há vários anos, mas ele não conhece o raciocínio exato por trás das decisões do Zoológico de Copenhague.
O diretor do Zoológico de Cracóvia na Polônia, Józef Skotnicki, expressou profunda decepção com a atitude da AEZA, o assassinato e a dissecação pública.
O Zoológico de Moscou, na Rússia, condenou as ações, dizendo que não apoia as políticas de matança e, em vez disso, favorece a esterilização. Também expressou preocupação com os possíveis danos às crianças que participaram da dissecação.
O Zoológico de Nuremberg, na Alemanha, apoiou as ações do Zoológico de Copenhague. O diretor Dag Encke observou que as girafas têm mais apelo emocional do que algumas outras espécies e que a política e as ações foram bem consideradas. Quanto à dissecação pública, comentou que as crianças tendem a ter uma curiosidade natural, desde que tudo seja bem explicado.
O diretor do Zoológico de Praga, na República Tcheca, criticou a dissecação pública, dizendo que "... deveria ter sido feita com certa dignidade e não na presença do público e das câmeras". No entanto, ele também escreveu que o assassinato deve ser avaliado "depois de um intervalo necessário e de várias perspectivas".
Um veterinário do Safaripark Beekse Bergen, na Holanda, disse que a eutanásia foi considerada menos censurável pelos zoológicos escandinavos do que pelos zoológicos holandeses, que preferem usar rebanhos de solteiros e controle de natalidade .
O South Lakes Wild Animal Park, na Inglaterra, apoiou a política, escrevendo que o Zoológico de Copenhague "tem um registro muito rigoroso de bem-estar e ética e é um zoológico muito conceituado em todos os aspectos".  
Um veterinário especialista em Tiergarten Schönbrunn, na Áustria, afirmou que "se uma girafa também nascesse em Schönbrunn, que devido ao risco de endogamia não pudesse ser colocada em outro lugar, então um procedimento semelhante como o de Copenhague poderia ocorrer lá", mas chamou a alimentação pública dos predadores "sem emoção".

### Organizações de direitos dos animais
A Dyrenes Beskyttelse, uma organização dinamarquesa de proteção animal, disse que confia nas decisões tomadas pelo zoológico e apontou para a questão do grande número de mortes e abates autorizados de animais como leitões e veados.

A Organização Contra o Sofrimento dos Animais da Dinamarca repudiou a ação como antiética, dizendo:
Esta situação não deveria ter ocorrido. Isso só mostra que o zoológico não é de fato a instituição ética que ele quer se retratar como sendo, porque aqui você tem um produto de resíduo – que é Marius. Aqui temos um zoológico que pensa que colocar essa girafa para baixo em vez de pensar em alternativas é a melhor opção.

A Fundação Born Free pediu,
Uma revisão e alteração das políticas de eutanásia da AEZA, para garantir que animais saudáveis que podem ser realocados não sejam mortos, e para maior transparência nos zoológicos em toda a Europa, com registro e publicação precisas do número de animais saudáveis que são destruídos em cada zoológico licenciado da região.

### Política
Esther Ouwehand, membro do Parlamento Holandês para o Partido para os Animais, pediu ao Secretário de Estado para Assuntos Econômicos esclarecimentos sobre a prática nos zoológicos holandeses e um regulamento europeu mais rigoroso sobre programas de reprodução . Em sua resposta, a Secretária de Estado não apoiou restrições adicionais argumentando que o papel dos zoológicos, como preservadores da biodiversidade dos animais, conforme descrito na Diretiva da UE 1999/22/EC, não compromete a individualidade, a saúde e o bem-estar dos animais. o animal.

### Público

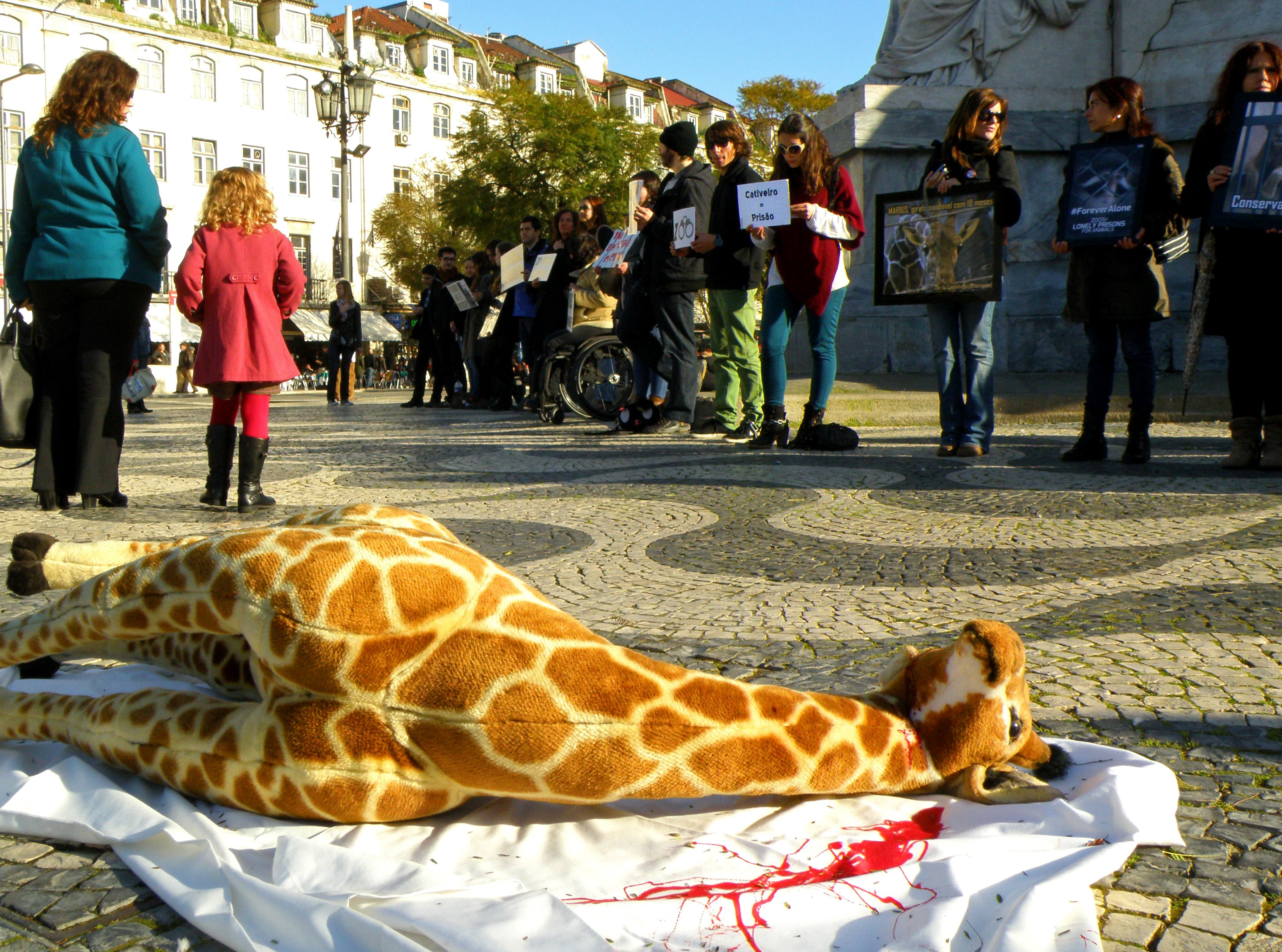
Protesto sentado em Lisboa, fevereiro de 2014

Membros do público iniciaram uma petição online internacional dirigida ao Zoológico de Copenhague para salvar Marius. Após seu fechamento logo após a morte de Marius, a petição havia coletado mais de 27.000 assinaturas.
Os gerentes do Zoológico de Copenhague confirmaram que a equipe, incluindo seu chefe de conservação, recebeu ameaças de morte por telefone e e-mail após o assassinato de Marius.
Em 26 de maio, Bengt foi eleito Copenhague do Ano pelos leitores do jornal dinamarquês Politiken .  O diretor do zoológico foi indicado pelo jornal por sua resposta empresarial ao repórter do Channel 4 , Matt Frei, e por "insistir que não deveríamos transformar o mundo em uma Disney World, onde ninguém nunca morre".

### Indivíduos
Os eventos relatados rapidamente ganharam atenção em muitos países, e alguns exemplos de entradas no debate público são apresentados abaixo.
Jack Hanna, diretor emérito americano do Columbus Zoo and Aquarium, nos Estados Unidos, criticou as ações do zoológico, chamando-o de "abominável, insensível, grotesco". Ele afirmou que tal ação nunca teria ocorrido nos Estados Unidos.
Ben Fogle, radialista e aventureiro britânico, criticou a "chocante falta de compaixão" no trato com os animais do zoológico como resultado de fundos inadequados para muitas instituições contemporâneas de zoológicos.
Alan Posener, colunista britânico-alemão, condenou o assassinato e a dissecação como uma espécie de entretenimento, que ele via como baseado em um fascínio pela violência. Para ele, uma estratégia de zoológico construída com base nos contos de fadas da Disney era na verdade preferível à instrução sobre o darwinismo sem emoção e paternalista.
Robert Young, professor de Conservação da Vida Selvagem da Universidade de Salford, escreveu que o caso ilustrou diferenças culturais e institucionais em como os zoológicos avaliam aspectos da qualidade de vida dos animais. Ele discutiu como alguns zoológicos podem favorecer a esterilização e aumentar a longevidade. O Zoológico de Copenhague, no entanto, favorece a não esterilização, menos restrições à reprodução e períodos completos de paternidade, embora com o risco de vidas mais curtas para a prole.
Éric Baratay, professor de História da Université Jean Moulin em Lyon, na França, e especialista na relação entre humanos e animais, chamou a transparência midiática do evento "muito surpreendente" por se tratar de uma girafa bebê, "já que as girafas são entre os animais mais queridos do público".
Victoria Martindale, ativista animal britânica, escreveu que o caso ilustrava como os zoológicos eram ambientes não naturais para os animais e que a morte precoce libertou Marius de "anos de prisão".
Brendan O'Neill, editor britânico da <i id="mwAT8">revista Spiked</i>, criticou a apresentação dos eventos pela mídia de massa como um exemplo de tendências sensacionalistas da imprensa.
Escrevendo na revista americana Psychology Today, Denise Cummins, membro da Association for Psychological Science, questionou o benefício educacional preciso para as crianças de participar da dissecação pública. Intitulado "O que aprendemos com Marius, a girafa", o artigo criticou o movimento, que chamou de " caça enlatada - esporte sangrento ", e insistiu que as crianças só aprenderiam que "matar animais para entretenimento é perfeitamente legítimo".
Marc Bekoff, professor americano emérito de Ecologia e Biologia Evolutiva da Universidade do Colorado, Boulder, disse: "A justificativa fria para esses assassinatos oferecida por funcionários do zoológico me arrepiou e me assustou. Além disso, essas mortes facilmente evitáveis, perversamente justificadas 'em nome da conservação', são lições horríveis para os jovens e vão contra os programas globais de educação humana e conservação compassiva."